# 코리언 보이
"코리언 보이"는 1991년에 개봉한 대한민국의 영화이다.

## 캐스팅
- 김진수 : 혁진 역
- 김다혜
- 이택
- 권성영
- 이티
- 유화춘
- 박정수
- 박은선
- 오정화
- 황인조
- 최강호
- 곽유림
- 최중화
- 원진
- 유창
- 곽유림
- 박미정
- 이준원
- 이승훈
- 김태홍
- 김태종
- 박대윤
- 김동신
- 김경민
- 박완규